# Stara Rega (rzeka)
Stara Rega – rzeka w środkowej części Pojezierza Zachodniopomorskiego, w woj. zachodniopomorskim, lewostronny dopływ rzeki Regi o długości 25 km.
Stara Rega ma swoje źródła w okolicy Jeziora Gęgnowskiego, w północnej części gminy Drawsko Pomorskie, skąd płynie w kierunku północnym do jeziora Więcław, z którego z kolei płynie w kierunku zachodnim przez wieś Więcław oraz dalej do wsi Tarnowo. Następnie biegnie na północny zachód i północ, gdzie wpada do rzeki Regi na zachód od kolonii wsi Słonowice.
Powierzchnia zlewni rzeki wynosi 172 km² i jest zbudowana z glin zwałowych moreny czołowej, tworzących duże deniwelacje terenu i liczne zabagnienia.

Stara Rega w zlewni rzeki Rega

Stan jakości wód Starej Regi był badany przez WIOŚ w 1998 roku na trzech stanowiskach, gdzie wykazano, że wody na całej długości odpowiadają III klasie czystości. Stwierdzono, iż o takim stanie decydowały w górnym biegu zanieczyszczenia organiczne, a w dolnym - skażenie bakteriologiczne. Oceniono, że jakość wody pogorszyła się w stosunku do badań z 1994 roku.
Nazwę Stara Rega wprowadzono urzędowo w 1948 roku, zastępując poprzednią niemiecką nazwę rzeki – Fuchsfließ.